# Спленэктомия
Спленэктоми́я (от др.-греч. σπλήν — селезёнка и ἐκτομή — вырезание, усечение) — хирургическая операция по удалению селезёнки.

## История
Первые попытки выполнения спленэктомии, совершённые в начале XIX века, не были удачными: все оперативные вмешательства привели к летальному исходу. Первую успешную спленэктомию по поводу кисты селезёнки выполнил Жюль Пеан в 1867 году. Последующие полвека к спленэктомии прибегали эпизодически, главным образом, при изолированном поражении селезёнки.
В 1916 году спленэктомию при идиопатической тромбоцитопенической пурпуре выполнил Шлоффер. Это событие способствовало началу развития хирургических методов лечения заболеваний крови. В Советском Союзе разработкой вопросов спленэктомии активно занимались П. А. Герцен, В. И. Казанский, А. Н. Бакулев, В. Р. Брайцев, Д. М. Гроздов.

## Показания
1. Экстренные
  1. открытые и закрытые повреждения селезёнки;
  2. тромбоцитопеническая пурпура при угрозе внутричерепного кровоизлияния;
  3. гемобластозы с разрывом селезёнки
  4. как этап расширенной гастрэктомии при раке желудка
2. Плановые
  1. киста селезёнки
  2. абсцесс селезёнки
  3. инфаркт селезёнки
  4. туберкулёзное поражение селезёнки
  5. портальная гипертензия
  6. заболевания системы крови:

- идиопатическая аутоиммунная тромбоцитопения
- аутоиммунная гемолитическая анемия
- наследственный микросфероцитоз
- талассемия, протекающая со спленомегалией и явлениями гиперспленизма

## Классификация хирургических доступов к селезёнке

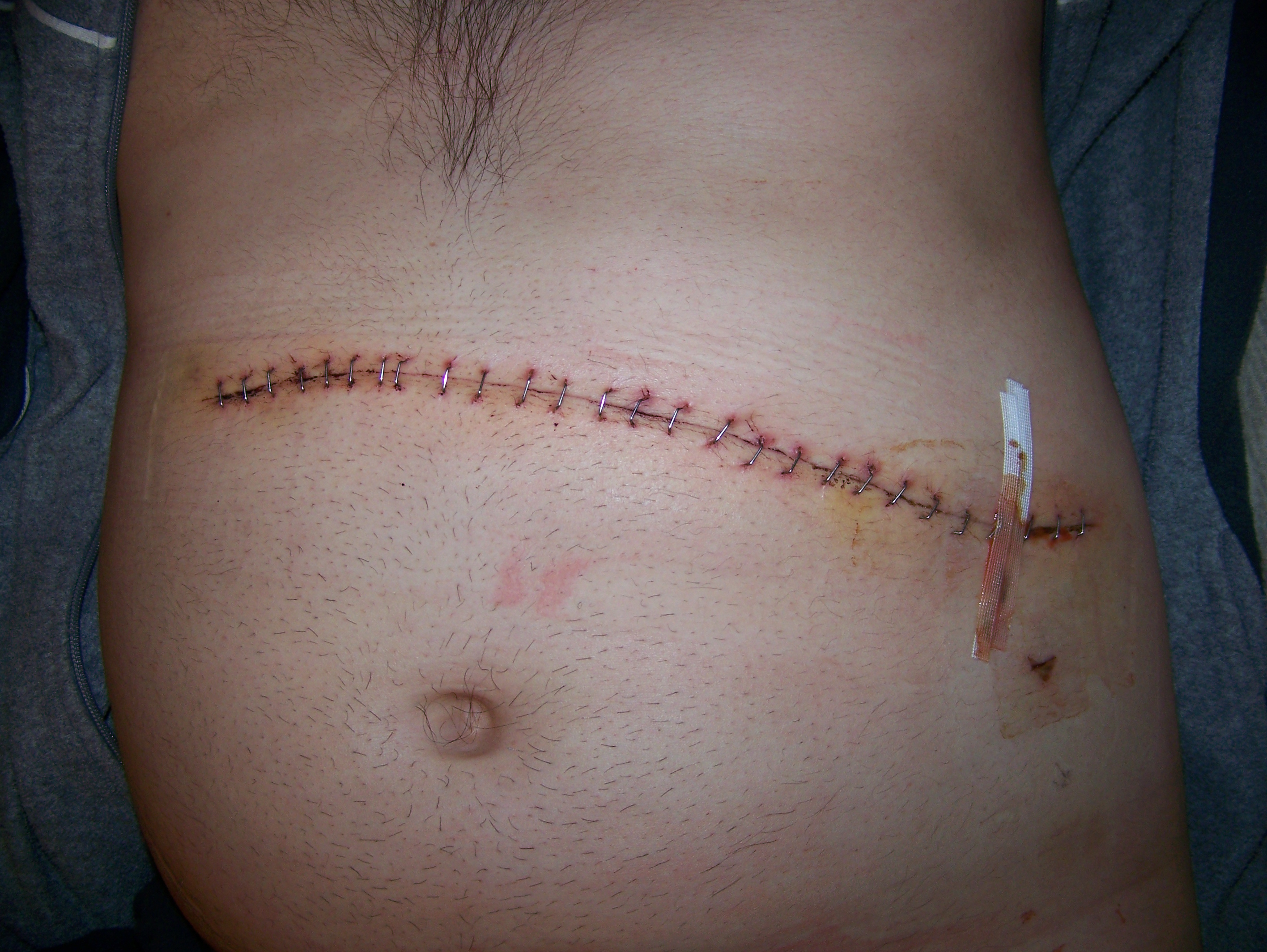
Шрам после спленэктомии

- Спленэктомия из лапаротомного доступа: посредством верхней срединной лапаротомии; является самым распространённым[2]
- Трансторакальная спленэктомия: посредством левосторонней торакотомии с последующей диафрагмотомией[2]
- Лапароскопическая спленэктомия: с использованием лапароскопической техники; является наименее травматичным[2]
- Косой разрез, параллельный левой рёберной дуге[3]
- Торакоабдоминальный доступ: с одновременным вскрытием брюшной и левой плевральной полостей посредством тораколапаротомии[3]